# 桓舜
桓舜（かんしゅん、天元元年（978年） - 天喜5年9月9日（1057年10月9日））は、平安時代中期の天台宗の僧。父は備後守源致遠（文徳源氏）。月蔵房と号する。

## 略歴
天台座主慶円に天台教学を学び、貞円・日助・遍救とともに比叡山の四傑と称された。一時世俗を嫌って伊豆国で修行していた時期もあるが後に比叡山に戻る。1016年（長和5年）藤原道長の法華三十講の講師となって以来、朝廷の貴族の間で活躍した。1035年（長元8年）権律師、1039年（長暦3年）極楽寺座主、ついで法性寺座主と昇任し、1054年（天喜2年）権大僧都に至った。1057年、死去。